# Italský hřebec
Italský hřebec (v anglickém originále The Party at Kitty and Stud's) je americký erotický film z roku 1970. Režisérem filmu je Morton Lewis. Hlavní role ve filmu ztvárnili Sylvester Stallone, Henrietta Holm, Janet Banzet, Jodi Van Prang a Nicholas Warren.

## Obsazení
| Sylvester Stallone | Stud          |
| Henrietta Holm     | Kitty         |
| Janet Banzet       | dívka v parku |
| Jodi Van Prang     |               |
| Nicholas Warren    |               |
| Frank Micelli      |               |
| Barbara Strom      |               |